# Московский экономический форум
Моско́вский экономи́ческий фо́рум (МЭФ) (англ. Moscow Economic Forum) — ежегодная международная научно-практическая конференция по проблемам экономики, промышленной политики и внешнеэкономической политики России. Основная цель МЭФ — выработка стратегических решений и конструктивных программ, направленных на развитие экономической, промышленной и внешнеэкономической политики России. Главная задача МЭФ — разработка путей возрождения реального сектора экономики России. Место проведения — МГУ (2013−2017), РАН (c 2018).
Стратегическая линия МЭФ — продвижение идей политики государственного протекционизма в условиях рыночной экономики, проведение анализа противоречий доминирующего с начала 1990-х годов курса развития страны, оценка потенциала альтернативного развития российской экономики и возможностей его реализации.
На МЭФ декларируется приоритетное направление развития реального сектора экономики.
Традиционно повестка форума включает 4 пленарные сессии, а также от 20 до 45 тематических конференций, круглых столов и семинаров по проблемам российской и мировой экономики, налоговой, промышленной, аграрной, денежно-кредитной и социальной политики, образовании, стратегиям экономического развития, геополитической роли России, влиянию существующих ценностных моделей на образ будущего. В течение года в городах России организуются деловые тематические мероприятия, сопровождающие подготовку к очередному МЭФ.
Пленарные сессии, конференции, круглые столы и семинары МЭФ являются и научными конференциями экономического факультета МГУ. На них, в частности, апробируются материалы диссертаций на соискание учёных степеней. МЭФ проводит конкурсы студенческих работ в области экономики.
В идеологическом плане «протекционистский» Московский экономический форум противостоит «либеральному» Гайдаровскому форуму.

## Организационные особенности МЭФ
В отличие от других российских экономических форумов, МЭФ проводится по инициативе "снизу". Он организован не властью, а представителями российского бизнеса, образования и науки.

Московский экономический форум принципиально отличается от многочисленных форумов, проходящих в российских регионах. Прежде всего тем, что МЭФ организуется не властью, а учёными, что, естественно, задаёт иной тон обсуждаемым проблемам. То есть участие многочисленных учёных, включая иностранных, позволяет решать вопросы не в узкоутилитарном плане, а в стратегическом.
— Из интервью с первым заместителем председателя комитета Совета Федерации по экономической политике, главой временной комиссии СФ по мониторингу экономического развития Калашниковым С. В.

Название МЭФ созвучно с крупными экономическими форумами — Санкт-Петербургским, Сочинским, Восточным, однако в отличие от них Московский форум служит площадкой для экономистов и предпринимателей с оппозиционной для нынешнего правительства точкой зрения на экономический курс. Члены кабинета министров и представители ЦБ, которые традиционно выступают на пленарных сессиях форумов, организованных «Росконгрессом», МЭФ не посещают. 
— Из статьи Антона Фейнберга «Грудинин и Глазьев обсудили "идеологию либерализма" в правительстве».
МЭФ – интеллектуальная площадка, «которая пытается внушить нашему правительству, что развитие – возможно. Созидание – возможно. Передовое производство в нашей стране – возможно».

## Организаторы и эксперты МЭФ
Оргкомитет МЭФ возглавляют Бабкин К. А. (сопредседатель), Гринберг Р. С. (сопредседатель), Садовничий В. А. (сопредседатель) (2013−2017).
Среди экспертов и постоянных участников МЭФ — Глазьев С. Ю., Грудинин П. Н., Сергеев А. М., Нигматулин Р. И., Смолин О. Н., Коломейцев Н. В., Алфёров Ж. И., Савченко Е. С., Бузгалин А. В. (до 02.03.2018), Титов Б. Ю., Дмитриева О. Г., Делягин М. Г., Аузан А. А., Колганов А. И., Рязанов Ю. В., Кобяков А. Б., Нигматулин Б. И., Гартунг В. К., Болдырев Ю. Ю., Стариков И. В., Крупнов Ю. В., Потапенко Д. В..

Мы хоть и респектабельная оппозиция, но оппозиция.
— Из выступления на МЭФ-2016 сопредседателя Форума Гринберга Р. С. о позиции МЭФ.

## Участники форума
- Представители реального сектора экономики
- Представители институтов РАН, российских университетов, исследовательских и экспертных центров
- Представители законодательной и исполнительной власти России
- Известные зарубежные учёные и общественные деятели
- Представители гражданского общества

МЭФ "собирает на одной площадке экономистов, бизнесменов и политиков, стоящих преимущественно на «государственнических» позициях, и традиционно критикующих «либеральную» политику экономического блока Правительства и Центробанка".
— Из статьи Ирины Бадмаевой "На Московском экономическом форуме Якунин поспорил о Навальном".

## История
I Московский экономический форум состоялся 20-21 марта 2013 года. Тема — «Против рыночного фундаментализма — за разумную экономическую политику». 1321 участник из 30 стран. В рамках Форума — 4 пленарных сессии, 38 конференций, семинаров и круглых столов.

Мы создавали МЭФ, закладывая в его развитие тезис о том, что в России есть всё для устойчивого развития, но не хватает правильной экономической политики.
— Сопредседатель МЭФ Бабкин К. А. Цит. по  статье интернет-издания Свободная пресса.
II Московский экономический форум состоялся 26-27 марта 2014 года. Тема — «За развитие производства!». Участников — 1870 человек из 53 регионов России и 20 стран мира. Деловая программа — 4 пленарных дискуссии, 10 конференций и 32 круглых стола.
III Московский экономический форум состоялся 25-26 марта 2015 года. Тема — «Новый курс. Время не ждёт!». 2098 участников из 21 страны. В рамках Форума — 4 пленарных сессии, 38 конференций, семинаров и круглых столов. 
IV Московский экономический форум состоялся 23-24 марта 2016 года. Тема — «25 лет рыночных реформ в России и мире. Что дальше?». 3114 участника из 47 региона России и 21 страны. В рамках Форума — 4 пленарных сессии, 45 конференций, семинаров и круглых столов.

За последние годы МЭФ стал брендом, своеобразным символом антилиберального экспертного направления мысли в стране.
— Из аналитического обзора: Дёгтев А. С. "МЭФ: что это было?".
V Московский экономический форум состоялся 30-31 марта 2017 года. Тема — «Поворот мировой истории. Новая стратегия России». 3117 участников из 13 стран. В рамках Форума — 4 пленарных сессии, 41 мероприятие: конференции, семинары и круглые столы.
VI Московский экономический форум состоялся 3-4 апреля 2018 года. Тема — «Россия и мир: образ будущего». 1950 участников из 13 стран. В рамках Форума — 4 пленарных сессии, 20 конференций, семинаров и круглых столов.
VII Московский экономический форум проходил 4-5 апреля 2023 года. Ключевая тема Форума: «Новый мир. Новая индустриализация». В МЭФ-2023 приняло участие свыше 1500 человек, работали более 130 журналистов, в том числе представители европейских, азиатских и ближневосточных СМИ. За два дня с докладами выступили более 100 спикеров из 20 стран. Программа форума включала 3 пленарные дискуссии, 19 тематических круглых столов и сессий.
VIII Московский экономический форум прошёл 2-3 апреля 2024 года. Его тема была — «Политический ландшафт изменился. Экономика. Культура. Новые ориентиры». Форум посетили свыше 1600 человек, работали более 250 журналистов. Программа включала 4 пленарные дискуссии, 14 тематических круглых столов и сессий.

## Критика
- МЭФ "обделён вниманием власть предержащих и центральных телеканалов"[43].

- "Московский экономический форум — это убежденные самобытники"[44].

## МЭФ и Гайдаровский форум
- Доктор экономических наук, профессор Сухарев О. С. говорит: "Гайдаровский форум в «упор не замечает» МЭФ, а вот обратное неверно, так как МЭФ, проводя промежуточные сессии в течение года по разным вопросам, в том числе и выездные, наоборот сильно критикует гайдаровцев и правительство за упорство в сохранении курса экономической политики"[45][46].

- Экономист Владислав Жуковский говорит: "Не в пример Гайдаровскому форуму, насквозь идеологизированному и пропитанному убийственными и разрушительными идеями рыночного фундаментализма, ухода государства из экономики, бездумной либерализации внешнеэкономической деятельности, преклонения перед иностранными инвестициями, втягивания страны в петлю внешних займов, отказа от возрождения наукоёмких производств и закрепления за Россией статуса сырьевой колонии, МЭФ не только верно и чётко ставил научно обоснованные и выверенные диагнозы, но и предлагал внятные, хорошо проработанные рекомендации по преодолению пороков российской экономики"[47].

- Сопредседатель МЭФ Бабкин К. А. констатирует: "Мы считаем, что Гайдаровский форум — это наши оппоненты. Гайдаровский форум оправдывает или легитимизирует, освещает существующую экономическую политику. А политика, заложенная Гайдаром, — мы в этом году отмечаем 25 лет, четверть века, как вот эта гайдаровская политика проводится, — нам не нравится, поэтому это основное отличие нашего форума от Гайдаровского"[48].

- На страницах газеты "Правда" экономист Татьяна Куликова пишет: "МЭФ является своего рода левопатриотической альтернативой неолиберальному Гайдаровскому форуму: он выражает в первую очередь интересы российского бизнеса из реального сектора экономики"[49].